# Mistrovství světa juniorů ve sportovním lezení 2004
Mistrovství světa juniorů ve sportovním lezení 2004 (anglicky: UIAA World Youth Championship) se uskutečnilo jako dvanáctý ročník 10.-12. září v Edinburghu v lezení na obtížnost. Byl to druhý rok přestávky v lezení na rychlost. Do průběžného světového žebříčku juniorů se bodovalo třicet prvních závodníků v každé kategorii lezců od 14 do 19 let.

## Průběh MSJ

### Výsledky juniorů a juniorek
| obtížnost               | obtížnost               |
| ----------------------- | ----------------------- |
| junioři                 | juniorky                |
| 1. Jorg Verhoeven       | 1. Caroline Ciavaldini  |
| 2. Eduard Marin Garcia  | 2. Florence Pinet       |
| 3. Dmitrij Šarafutdinov | 3. Stéphanie Crouvisier |
|                         |                         |
| 4. Nicolas Badia        | 4. Maja Vidmar          |
| 5. Daniel Winkler       | 5. Fanny Conan          |
| 6. Thomas Knoche        | 6. Kinga Ociepka        |
| 7. Romain Pagnoux       | 7. Stacey Weldon        |
| 8. Jure Bornsek         | 8. Marine Largeron      |
|                         |                         |
| 16. Jan Zbranek         | 26. Kristýna Ondrová    |
|                         |                         |
| ? finalistů             | ? finalistek            |
| ? semifinalistů         | ? semifinalistek        |
| 56 juniorů              | 35 juniorek             |

### Výsledky chlapců a dívek v kategorii A
| obtížnost           | obtížnost              |
| ------------------- | ---------------------- |
| chlapci             | dívky                  |
| 1. Sean McColl      | 1. Caroline Januel     |
| 2. Ivan Kaurov      | 2. Maud Ansade         |
| 3. Fabien Comina    | 3. Chloé Graftiaux     |
|                     |                        |
| 4. Magnus Midtboe   | 4. Alizée Dufraisse    |
| 5. Gabriele Moroni  | 5. Tatiana Shelemeteva |
| 6. Alessandro Fiori | 6. Lisa Knoche         |
| 7. Vasily Kozlov    | 7. Anne-Laure Chevrier |
| 8. Oleg Smirnov     | 8. Anouk Piola         |
|                     |                        |
| 17. Jakub Volf      | 9. Lucie Hrozová       |
|                     |                        |
| ? finalistů         | ? finalistek           |
| ? semifinalistů     | ? semifinalistek       |
| 63 chlapců          | 49 dívek               |

### Výsledky chlapců a dívek v kategorii B
| obtížnost            | obtížnost              |
| -------------------- | ---------------------- |
| chlapci              | dívky                  |
| 1. David Lama        | 1. Charlotte Durif     |
| 2. Blagovest Lazarov | 2. Christina Schmid    |
| 3. Daniel Woods      | 3. Silvie Rajfová      |
|                      |                        |
| 4. Martin Stráník    | 4. Akijo Noguči        |
| 5. Balint Kamvas     | 5. Juliane Wurmová     |
| 6. Tyler Landman     | 6. Ekaterina Andreeva  |
| 7. Maximilian Wörner | 7. Franziska Saurwein  |
| 8. Jan Berner        | 8. Marina Saulevich    |
|                      |                        |
| —                    | 10.-11. Anna Čermáková |
|                      |                        |
| ? finalistů          | ? finalistek           |
| ? semifinalistů      | ? semifinalistek       |
| 56 chlapců           | 48 dívek               |

### Čeští Mistři a medailisté
| Disciplína | Kategorie | Lezec/lezkyně  | Zlato | Stříbro | Bronz            |
| ---------- | --------- | -------------- | ----- | ------- | ---------------- |
| Obtížnost  | Kat. B    | Silvie Rajfová |       |         | Bronzová medaile |

### Medaile podle zemí
| pořadí | stát       | Zlatá medaile | Stříbrná medaile | Bronzová medaile | celkem |
| ------ | ---------- | ------------- | ---------------- | ---------------- | ------ |
| 1.     | Francie    | 3             | 2                | 2                | 7      |
| 2.     | Nizozemsko | 1             | 0                | 0                | 1      |
| 2.     | Kanada     | 1             | 0                | 0                | 1      |
| 2.     | Rakousko   | 1             | 0                | 0                | 1      |
| 5.     | Rusko      | 0             | 1                | 1                | 2      |
| 6.     | Bulharsko  | 0             | 1                | 0                | 1      |
| 6.     | Španělsko  | 0             | 1                | 0                | 1      |
| 6.     | Švýcarsko  | 0             | 1                | 0                | 1      |
| 9.     | Belgie     | 0             | 0                | 1                | 1      |
| 9.     | USA        | 0             | 0                | 1                | 1      |
| 9.     | Česko      | 0             | 0                | 1                | 1      |